# Mount Adam
Mount Adam – szczyt Gór Admiralicji w Górach Transantarktycznych na Ziemi Wiktorii w Antarktydzie Wschodniej.

## Nazwa
Nazwa upamiętnia Charlesa Adama (1780–1853) starszego lorda Admiralicji brytyjskiej .

## Geografia
Szczyt Gór Admiralicji w Górach Transantarktycznych na Ziemi Wiktorii w Antarktydzie Wschodniej wznoszący się na wysokość 4010 m n.p.m.  Położony jest ok. 2,5 km na północny zachód od Mount Minto w Górach Admiralicji .

## Historia
Został odkryty w styczniu 1841 przez Jamesa Clarka Rossa (1800–1862) . 